# Retimohnia
Retimohnia is een geslacht van weekdieren uit de klasse van de Gastropoda (slakken).

## Soorten
- Retimohnia acadiana García, 2008
- Retimohnia bella (Ozaki, 1958)
- Retimohnia caelata (Verrill, 1880)
- Retimohnia clarki (Dall, 1907)
- Retimohnia frielei (Dall, 1891)
- Retimohnia glypta (A. E. Verrill, 1882)
- Retimohnia hondoensis (Dall, 1913)
- Retimohnia japonica (Dall, 1913)
- Retimohnia lussae Kosyan & Kantor, 2016
- Retimohnia mcleani Kosyan & Kantor, 2016
- Retimohnia micra (Dall, 1907)
- Retimohnia robusta (Dall, 1913)
- Retimohnia sordida (Dall, 1907)
- Retimohnia vernalis (Dall, 1913)